# Las Colonias (Texas)
Las Colonias és una concentració de població designada pel cens dels Estats Units a l'estat de Texas. Segons el cens del 2000 tenia 283 habitants.

## Demografia
Segons el cens del 2000, Las Colonias tenia 283 habitants, 76 habitatges, i 68 famílies. La densitat de població era de 8,1 habitants/km².
Dels 76 habitatges en un 51,3% hi vivien nens de menys de 18 anys, en un 80,3% hi vivien parelles casades, en un 7,9% dones solteres, i en un 10,5% no eren unitats familiars. En el 9,2% dels habitatges hi vivien persones soles el 2,6% de les quals corresponia a persones de 65 anys o més que vivien soles. El nombre mitjà de persones vivint en cada habitatge era de 3,72 i el nombre mitjà de persones que vivien en cada família era de 4.
Per edats la població es repartia de la següent manera: un 36,7% tenia menys de 18 anys, un 8,5% entre 18 i 24, un 27,6% entre 25 i 44, un 14,5% de 45 a 60 i un 12,7% 65 anys o més.
L'edat mediana era de 28 anys. Per cada 100 dones de 18 o més anys hi havia 98,9 homes.
La renda mediana per habitatge era de 9.583 $ i la renda mediana per família de 15.568 $. Els homes tenien una renda mediana d'11.146 $ mentre que les dones 0 $. La renda per capita de la població era d'11.754 $. Aproximadament el 65,5% de les famílies i el 66,2% de la població estaven per davall del llindar de pobresa.

## Poblacions més properes
El següent diagrama mostra les poblacions més properes.